# Bozner Nachrichten

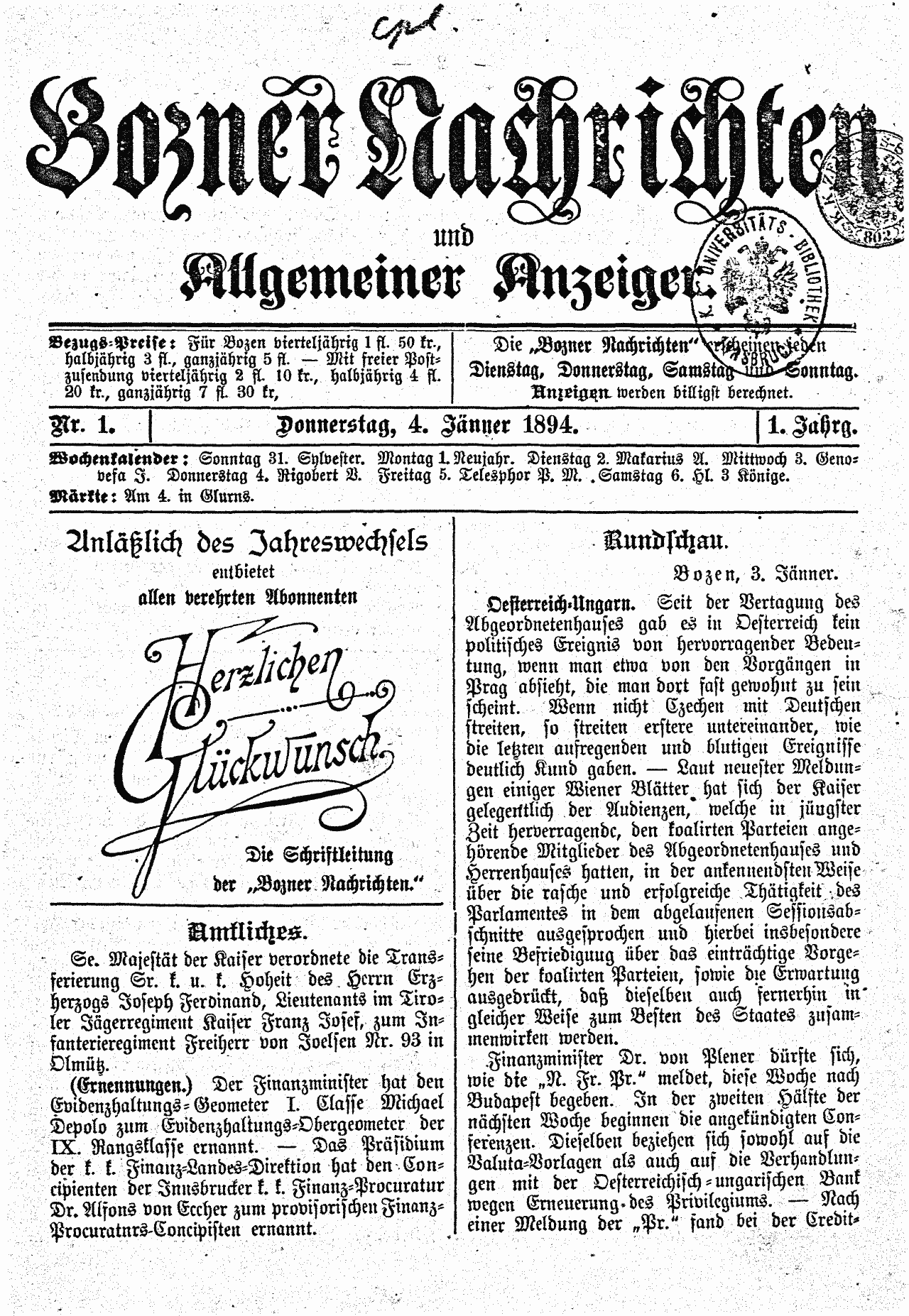
Erste Ausgabe der Bozner Nachrichten vom 4. Jänner 1894

Die Bozner Nachrichten waren eine deutsche Tageszeitung, die zwischen 1894 und 1925 in Bozen erschien. Die politische Ausrichtung der Zeitung galt als gemäßigt deutschnational und freiheitlich, die Bozner Nachrichten standen dem damaligen Bürgermeister Julius Perathoner nahe.

## Geschichte
Die Bozner Nachrichten waren ein Konkurrenzblatt zur wesentlich älteren und traditionsreicheren Bozner Zeitung, die bereits seit 1842 erschien. Herausgegeben wurden die Bozner Nachrichten vom Verlagshaus Gottfried Ferrari jun., das ursprünglich auch die Bozner Zeitung besaß. Nachdem diese an einen Innsbrucker Verleger verkauft worden war, begann das Verlagshaus mit der Herausgabe der Bozner Nachrichten, um den Anzeigenmarkt und die Tagespolitik nicht der nunmehrigen Konkurrenz zu überlassen. Die Redaktion befand sich am Waltherplatz.
Nach nur kurzer Zeit entwickelten sich die Bozner Nachrichten zum führenden Blatt des Bürgertums in Bozen. Da die Bozner Zeitung eine radikalliberale, aggressiv antiklerikale Linie verfolgte, waren die gemäßigteren Bozner Nachrichten als Informationsblatt für ein breiteres Publikum attraktiv.

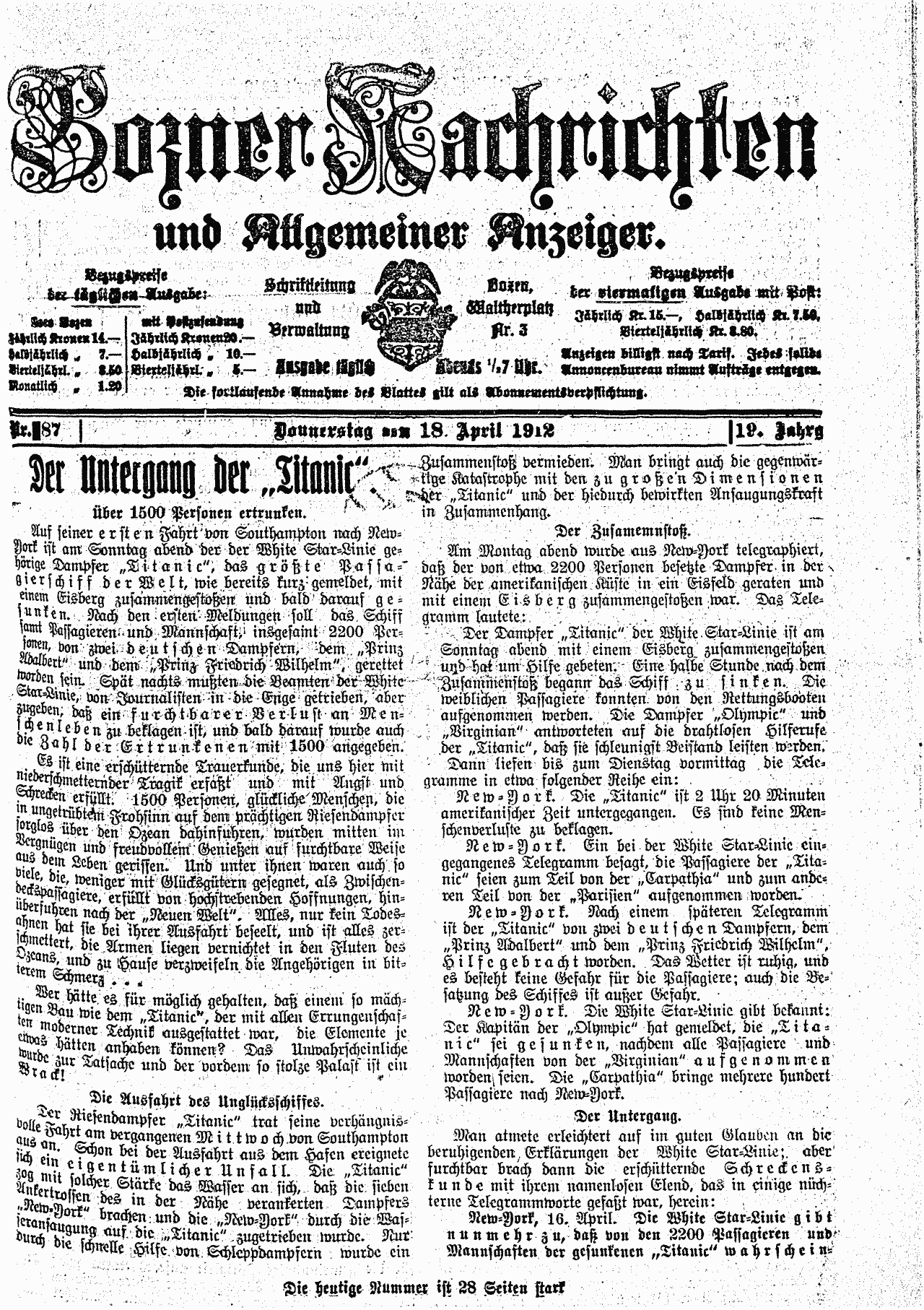
Bericht über den Untergang der Titanic, 18. April 1912

Die Bozner Nachrichten galten als Sprachrohr des Bozner Bürgermeisters Julius Perathoner, der von 1895 bis 1922 an der Spitze der Stadtverwaltung stand. Die Verbundenheit mit Perathoner ging so weit, dass die Zeitung im Volksmund auch als „Bürgermeisterblatt“ bezeichnet wurde.
Prägend für das Pressewesen des 19. Jahrhunderts in Tirol war der Kulturkampf zwischen dem freiheitlich-liberalen Bürgertum und katholisch-konservativer Mehrheit, die sich vor allem auf die Geistlichkeit, den Adel und die Landbevölkerung stützte.
Trotz der in religiösen Fragen sehr gemäßigten Haltung wurden die Bozner Nachrichten vor allem von katholisch-konservativen Kreisen scharf angegriffen. So galt die ebenso in Bozen erscheinende Tageszeitung Der Tiroler als Widerpart der Bozner Nachrichten.
1925 wurden die Bozner Nachrichten aufgrund der faschistischen Italianisierungspolitik sowie der Aufhebung der Pressefreiheit eingestellt. Als letzter Schriftleiter fungierte der bekannte Heimatforscher Karl Theodor Hoeniger.

## Sonstiges
Von 2004 bis 2016 erschien das amtliche Nachrichtenblatt der Gemeindeverwaltung Bozen unter dem Titel Bolzano notizie – Bozner Nachrichten. Ein Zusammenhang mit der historischen Zeitung ist nicht ersichtlich.